# Непила, Ханзо

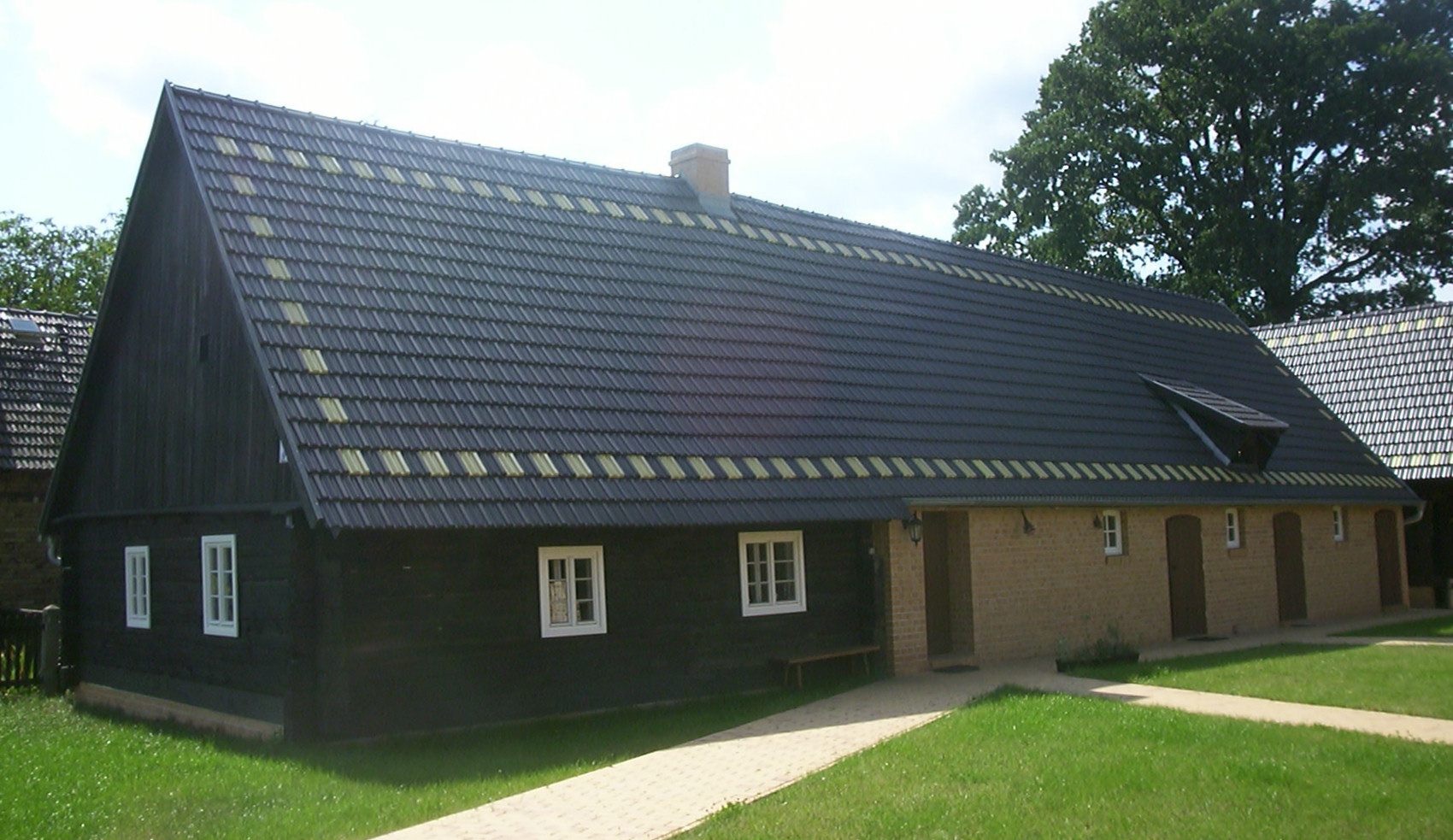
Родной дом Ханзо Непилы, деревня Ровно, Германия

Ха́нзо Не́пила (н.-луж. Hanzo Njepila, 1 августа 1766 года, Ровно, Лужица, Саксония — 20 июня 1856 года, Ровно, Саксония) — серболужицкий народный писатель. Первый светский серболужицкий писатель. В своих сочинениях употреблял слепянский (восточнопограничный) диалект нижнелужицкого языка.

## Биография
Родился 1 августа 1766 года в бедной крестьянской семье пастуха Слабке в серболужицкой деревне Ровно. Занимался сельским хозяйством. Будучи крестьянином, писал для себя заметки, которые постепенно оформились в 30 рукописей, в основном автобиографического и религиозного характера. Большинство рукописей были захоронены родственниками в его могиле во время похорон. Сохранились только пять рукописей, которые оставил себе приходской священник Матей Хандрик, опубликовавший позднее отрывки из этих сочинений в журнале «Časopis Maćicy Serbskeje». В 2004 году сочинения Ханзо Непилы были опубликованы в № 35 научного издания «Spisy Serbskeho institute» Серболужицкого института.

## Память
- В деревне Ровно был восстановлен родной дом Ханзо Непилы. В настоящее время в этом доме находится музей экспозиция, посвящённая писателю.